# Бялер, Иван Яковлевич
Иван Яковлевич Бялер (Иоанн Яковлевич; 22 декабря 1913 (4 января 1914), Киев — 2 ноября 1991, Киев) — специалист в области строительства, доктор технических наук (1964), механик, профессор (1964).

## Биография
Родился 22 декабря 1913 года (по старому стилю) в Киеве в семье виленского мещанина Янкеля Лейбовича Бялера (1876—?) и Рейзи Лейбовны Бялер (в девичестве Писная, 1883—?), заключивших брак там же 8 ноября 1902 года. Окончил Киевский инженерно-строительный институт в 1938 и до 1941 трудился и преподавал в нём же. 
С началом Великой Отечественной войны кандидат технических наук И. Я. Бялер призван в РККА, служил комиссаром отдельного сапёрного батальона 8-й механизированной дивизии и 4-го механизированного корпуса КВО, старший политрук. Участник винницкого подполья в период оккупации. 
В 1945—1953 годах доцент Киевского автомобильно-дорожного института, в 1953—1955 годах доцент Киевского высшего радиотехнического училища, в 1955—1968 годах доцент, профессор Сельскохозяйственной академии. С 1968 до 1975 года старший научный сотрудник, заведующий сектора НИИ гидротехники и мелиорации. 
Исследовал вопросы технической механики, разработал методы расчёта различных видов конструкций подземных сооружений и ирригационных каналов. Архитектор обелиска в честь героев Трипольского похода.